# Lista de primeiros-ministros da Tailândia
O primeiro a ocupar o cargo de primeiro-ministro da Tailândia foi Phraya Manopakorn Nititada, que assumiu após o golpe de estado de 1932 no então Sião, que pôs fim à monarquia absolutista. 

## Primeiros-Ministros do Reino da Tailândia
| №                                                                                                   | №                                                                                                   | Retrato                                                                                             | Nome (Nascimento–Morte)                                                                             | Período                                                                                             | Início                  | Fim                     | Duração do Mandato | Declaração              | Partido Político | Partido Político                                 | Partido Político |
| Rei Prajadhipok (Rama VII) (25 de novembro de 1925 – 2 de março de 1935)                            | | | | |                         |                         |                    |                         |                  |                                                  |                  |
| | 1 (1–3)                                                                                             | | Phraya Manopakorn Nititada (Kon Hutasingha) (1884–1948)                                             | 1                                                                                                   | 28 de junho de 1932     | 10 de dezembro de 1932  | 358 dias           | Sem declaração formal   |                  | Independente                                     |                  |
| 2                                                                                                   | 1 (1–3)                                                                                             | 10 de dezembro de 1932                                                                              | Phraya Manopakorn Nititada (Kon Hutasingha) (1884–1948)                                             | 1 de abril de 1933                                                                                  | 20 de dezembro de 1932  |                         | 358 dias           |                         |                  | Independente                                     |                  |
| 3                                                                                                   | 1 (1–3)                                                                                             | 1 de abril de 1933                                                                                  | Phraya Manopakorn Nititada (Kon Hutasingha) (1884–1948)                                             | 21 de junho de 1933                                                                                 | 1 de abril de 1933      |                         | 358 dias           |                         |                  | Independente                                     |                  |
| | 2 (1–2)                                                                                             | | Coronel Phraya Phahon Phonphayuhasena (1887–1947)                                                   | 4                                                                                                   | 21 de junho de 1933     | 16 de dezembro de 1933  | 1 ano e 93 dias    | 26 de junho de 1933     |                  | Khana Ratsadon (Facção Militar)                  |                  |
| 5                                                                                                   | 2 (1–2)                                                                                             | 16 de dezembro de 1933                                                                              | Coronel Phraya Phahon Phonphayuhasena (1887–1947)                                                   | 22 de setembro de 1934                                                                              | 25 de dezembro de 1933  |                         | 1 ano e 93 dias    |                         |                  | Khana Ratsadon (Facção Militar)                  |                  |
| Rei Ananda Mahidol (Rama VIII) (2 de março de 1935 – 9 de junho de 1946)                            | | | | |                         |                         |                    |                         |                  |                                                  |                  |
| | (2) (3–5)                                                                                           | | Coronel Phraya Phahon Phonphayuhasena (1887–1947)                                                   | 6                                                                                                   | 22 de setembro de 1934  | 9 de agosto de 1937     | 4 anos e 85 dias   | 24 de setembro de 1934  |                  | Khana Ratsadon (Facção Militar)                  |                  |
| 7                                                                                                   | (2) (3–5)                                                                                           | 9 de agosto de 1937                                                                                 | Coronel Phraya Phahon Phonphayuhasena (1887–1947)                                                   | 21 de dezembro de 1937                                                                              | 11 de agosto de 1937    |                         | 4 anos e 85 dias   |                         |                  | Khana Ratsadon (Facção Militar)                  |                  |
| 8                                                                                                   | (2) (3–5)                                                                                           | 21 de dezembro de 1937                                                                              | Coronel Phraya Phahon Phonphayuhasena (1887–1947)                                                   | 16 de dezembro de 1938                                                                              | 23 de dezembro de 1937  |                         | 4 anos e 85 dias   |                         |                  | Khana Ratsadon (Facção Militar)                  |                  |
| | 3 (1–2)                                                                                             | | Marechal Plaek Phibunsongkhram (1897–1964)                                                          | 9                                                                                                   | 16 de dezembro de 1938  | 7 de março de 1942      | 5 anos e 229 dias  | 26 de dezembro de 1938  |                  | Khana Ratsadon (Facção Militar)                  |                  |
| 10                                                                                                  | 3 (1–2)                                                                                             | 7 de março de 1942                                                                                  | Marechal Plaek Phibunsongkhram (1897–1964)                                                          | 1 de agosto de 1944                                                                                 | 16 de março de 1942     |                         | 5 anos e 229 dias  |                         |                  | Khana Ratsadon (Facção Militar)                  |                  |
| | 4 (1)                                                                                               | | Major Khuang Aphaiwong (1902–1968)                                                                  | 11                                                                                                  | 1 de agosto de 1944     | 31 de agosto de 1945    | 1 ano e 30 dias    | 3 de agosto de 1944     |                  | Independente                                     |                  |
| | 5                                                                                                   | | Tawee Boonyaket (1904–1971)                                                                         | 12                                                                                                  | 31 de agosto de 1945    | 17 de setembro de 1945  | 17 dias            | 1 de setembro de 1945   |                  | Movimento Tailândia Livre                        |                  |
| | 6 (1)                                                                                               | | Mom Rajawongse Seni Pramoj (1905–1997)                                                              | 13                                                                                                  | 17 de setembro de 1945  | 31 de janeiro de 1946   | 136 dias           | 19 de setembro de 1945  |                  | Movimento Tailândia Livre                        |                  |
| | (4) (2)                                                                                             | | Major Khuang Aphaiwong (1902–1968)                                                                  | 14                                                                                                  | 31 de janeiro de 1946   | 24 de março de 1946     | 52 dias            | 7 de fevereiro de 1946  |                  | Independente                                     |                  |
| Rei Bhumibol Adulyadej (Rama IX) (9 de junho de 1946 – 13 de outubro de 2016)                       | | | | |                         |                         |                    |                         |                  |                                                  |                  |
| | 7                                                                                                   | | Pridi Banomyong (1900–1983)                                                                         | 15                                                                                                  | 24 de março de 1946     | 11 de junho de 1946     | 152 dias           | 25 de março de 1946     |                  | Movimento Tailândia Livre                        |                  |
| 16                                                                                                  | 7                                                                                                   | 11 de junho de 1946                                                                                 | Pridi Banomyong (1900–1983)                                                                         | 23 de agosto de 1946                                                                                | 13 de junho de 1946     |                         | 152 dias           |                         |                  | Movimento Tailândia Livre                        |                  |
| | 8                                                                                                   | | Almirante Thawan Thamrongnawasawat (1901–1988)                                                      | 17                                                                                                  | 23 de agosto de 1946    | 30 de maio de 1947      | 1 ano e 79 dias    | 26 de agosto de 1946    |                  | Frente Constitucional                            |                  |
| 18                                                                                                  | 8                                                                                                   | 30 de maio de 1947                                                                                  | Almirante Thawan Thamrongnawasawat (1901–1988)                                                      | 8 de novembro de 1947                                                                               | 5 de junho de 1947      |                         | 1 ano e 79 dias    |                         |                  | Frente Constitucional                            |                  |
| Grupo de Estratagema (Líder: Marechal Phin Choonhavan)                                              | Grupo de Estratagema (Líder: Marechal Phin Choonhavan)                                              | Grupo de Estratagema (Líder: Marechal Phin Choonhavan)                                              | Grupo de Estratagema (Líder: Marechal Phin Choonhavan)                                              | Grupo de Estratagema (Líder: Marechal Phin Choonhavan)                                              | 8 de novembro de 1947   | 10 de novembro de 1947  | 2 dias             | Militar                 | Militar          | Militar                                          | Militar          |
| | (4) (3)                                                                                             | | Major Khuang Aphaiwong (1902–1968)                                                                  | 19                                                                                                  | 10 de novembro de 1947  | 21 de fevereiro de 1948 | 150 dias           | 27 de novembro de 1947  |                  | Democrata                                        |                  |
| 20                                                                                                  | (4) (3)                                                                                             | 21 de fevereiro de 1948                                                                             | Major Khuang Aphaiwong (1902–1968)                                                                  | 8 de abril de 1948                                                                                  | 1 de março de 1948      |                         | 150 dias           |                         |                  | Democrata                                        |                  |
| | (3) (3–8)                                                                                           | | Marechal Plaek Phibunsongkhram (1897–1964)                                                          | 21                                                                                                  | 8 de abril de 1948      | 25 de junho de 1949     | 9 anos e 161 dias  | 21 April 1948           |                  | Militar — Partido Seri Manangkhasila (1955–1957) |                  |
| 22                                                                                                  | (3) (3–8)                                                                                           | 25 de junho de 1949                                                                                 | Marechal Plaek Phibunsongkhram (1897–1964)                                                          | 29 de novembro de 1951                                                                              | 6 de julho de 1949      |                         | 9 anos e 161 dias  |                         |                  | Militar — Partido Seri Manangkhasila (1955–1957) |                  |
| 23                                                                                                  | (3) (3–8)                                                                                           | 29 de novembro de 1951                                                                              | Marechal Plaek Phibunsongkhram (1897–1964)                                                          | 6 de dezembro de 1951                                                                               | Sem declaração formal   |                         | 9 anos e 161 dias  |                         |                  | Militar — Partido Seri Manangkhasila (1955–1957) |                  |
| 24                                                                                                  | (3) (3–8)                                                                                           | 6 de dezembro de 1951                                                                               | Marechal Plaek Phibunsongkhram (1897–1964)                                                          | 24 de março de 1952                                                                                 | 11 de dezembro de 1951  |                         | 9 anos e 161 dias  |                         |                  | Militar — Partido Seri Manangkhasila (1955–1957) |                  |
| 25                                                                                                  | (3) (3–8)                                                                                           | 24 de março de 1952                                                                                 | Marechal Plaek Phibunsongkhram (1897–1964)                                                          | 21 de março de 1957                                                                                 | 3 de abril de 1952      |                         | 9 anos e 161 dias  |                         |                  | Militar — Partido Seri Manangkhasila (1955–1957) |                  |
| 26                                                                                                  | (3) (3–8)                                                                                           | 21 de março de 1957                                                                                 | Marechal Plaek Phibunsongkhram (1897–1964)                                                          | 16 de setembro de 1957                                                                              | 1 de abril de 1957      |                         | 9 anos e 161 dias  |                         |                  | Militar — Partido Seri Manangkhasila (1955–1957) |                  |
| Grupo de Estratagema (Líder: Marechal Sarit Thanarat)                                               | Grupo de Estratagema (Líder: Marechal Sarit Thanarat)                                               | Grupo de Estratagema (Líder: Marechal Sarit Thanarat)                                               | Grupo de Estratagema (Líder: Marechal Sarit Thanarat)                                               | Grupo de Estratagema (Líder: Marechal Sarit Thanarat)                                               | 16 de setembro de 1957  | 21 de setembro de 1957  | 5 dias             | Militar                 | Militar          | Militar                                          | Militar          |
| | 9                                                                                                   | | Pote Sarasin (1905–2000)                                                                            | 27                                                                                                  | 21 de setembro de 1957  | 1 de janeiro de 1958    | 102 dias           | 24 de setembro de 1957  |                  | Independente                                     |                  |
| | 10 (1)                                                                                              | | General Thanom Kittikachorn (1911–2004)                                                             | 28                                                                                                  | 1 de janeiro de 1958    | 20 de outubro de 1958   | 292 dias           | 9 de janeiro de 1958    |                  | Militar — Nacional Socialista                    |                  |
| "Conselho Revolucionário" (Líder: Marechal Sarit Thanarat)                                          | "Conselho Revolucionário" (Líder: Marechal Sarit Thanarat)                                          | "Conselho Revolucionário" (Líder: Marechal Sarit Thanarat)                                          | "Conselho Revolucionário" (Líder: Marechal Sarit Thanarat)                                          | "Conselho Revolucionário" (Líder: Marechal Sarit Thanarat)                                          | 20 de outubro de 1958   | 9 de fevereiro de 1959  | 112 dias           | Militar                 | Militar          | Militar                                          | Militar          |
| | 11                                                                                                  | | Marechal Sarit Thanarat (1908–1963)                                                                 | 29                                                                                                  | 9 de fevereiro de 1959  | 8 de dezembro de 1963   | 4 anos e 303 dias  | 12 de fevereiro de 1959 |                  | Militar                                          |                  |
| | (10) (2–3)                                                                                          | | Marechal Thanom Kittikachorn (1911–2004)                                                            | 30                                                                                                  | 9 de dezembro de 1963   | 7 de março de 1969      | 7 anos e 344 dias  | 19 de dezembro de 1963  |                  | Militar — Povo Tailandês Unido (1968–1971)       |                  |
| 31                                                                                                  | (10) (2–3)                                                                                          | 7 de março de 1969                                                                                  | Marechal Thanom Kittikachorn (1911–2004)                                                            | 17 de novembro de 1971                                                                              | 25 de março de 1969     |                         | 7 anos e 344 dias  |                         |                  | Militar — Povo Tailandês Unido (1968–1971)       |                  |
| Conselho Executivo Nacional (Líder: Marechal Thanom Kittikachorn)                                   | Conselho Executivo Nacional (Líder: Marechal Thanom Kittikachorn)                                   | Conselho Executivo Nacional (Líder: Marechal Thanom Kittikachorn)                                   | Conselho Executivo Nacional (Líder: Marechal Thanom Kittikachorn)                                   | Conselho Executivo Nacional (Líder: Marechal Thanom Kittikachorn)                                   | 18 de novembro de 1971  | 17 de dezembro de 1972  | 1 ano e 29 dias    | Militar                 | Militar          | Militar                                          | Militar          |
| | (10) (4)                                                                                            | | Marechal Thanom Kittikachorn (1911–2004)                                                            | 32                                                                                                  | 18 de dezembro de 1972  | 14 de outubro de 1973   | 301 dias           | 22 de dezembro de 1972  |                  | Militar                                          |                  |
| | 12                                                                                                  | | Sanya Dharmasakti (1907–2002)                                                                       | 33                                                                                                  | 14 de outubro de 1973   | 22 de maio de 1974      | 1 ano e 124 dias   | 25 de outubro de 1973   |                  | Independente                                     |                  |
| 34                                                                                                  | 12                                                                                                  | 27 de maio de 1974                                                                                  | Sanya Dharmasakti (1907–2002)                                                                       | 15 de fevereiro de 1975                                                                             | 7 de junho de 1974      |                         | 1 ano e 124 dias   |                         |                  | Independente                                     |                  |
| | (6) (2)                                                                                             | | Mom Rajawongse Seni Pramoj (1905–1997)                                                              | 35                                                                                                  | 15 de fevereiro de 1975 | 14 de março de 1975     | 27 dias            | 6 de março de 1975      |                  | Democrata                                        |                  |
| | 13                                                                                                  | | Mom Rajawongse Kukrit Pramoj (1911–1995)                                                            | 36                                                                                                  | 14 de março de 1975     | 20 de abril de 1976     | 1 ano e 37 dias    | 19 de março de 1975     |                  | Ação Social                                      |                  |
| | (6) (3–4)                                                                                           | | Mom Rajawongse Seni Pramoj (1905–1997)                                                              | 37                                                                                                  | 20 de abril de 1976     | 25 de setembro de 1976  | 1 ano e 124 dias   | 30 de abril de 1976     |                  | Democrata                                        |                  |
| 38                                                                                                  | (6) (3–4)                                                                                           | 25 de setembro de 1976                                                                              | Mom Rajawongse Seni Pramoj (1905–1997)                                                              | 6 de outubro de 1976                                                                                | Sem declaração formal   |                         | 1 ano e 124 dias   |                         |                  | Democrata                                        |                  |
| Conselho de Reforma (Líder: Almirante Sangad Chaloryu)                                              | Conselho de Reforma (Líder: Almirante Sangad Chaloryu)                                              | Conselho de Reforma (Líder: Almirante Sangad Chaloryu)                                              | Conselho de Reforma (Líder: Almirante Sangad Chaloryu)                                              | Conselho de Reforma (Líder: Almirante Sangad Chaloryu)                                              | 6 de outubro de 1976    | 8 de outubro de 1976    | 2 dias             | Militar                 | Militar          | Militar                                          | Militar          |
| | 14                                                                                                  | | Thanin Kraivichien (1927–)                                                                          | 39                                                                                                  | 8 de outubro de 1976    | 20 de outubro de 1977   | 1 ano e 34 dias    | 29 de outubro de 1976   |                  | Independente                                     |                  |
| Conselho de Reforma (Líder: Almirante Sangad Chaloryu)                                              | Conselho de Reforma (Líder: Almirante Sangad Chaloryu)                                              | Conselho de Reforma (Líder: Almirante Sangad Chaloryu)                                              | Conselho de Reforma (Líder: Almirante Sangad Chaloryu)                                              | Conselho de Reforma (Líder: Almirante Sangad Chaloryu)                                              | 20 de outubro de 1977   | 10 de novembro 1977     | 21 dias            | Militar                 | Militar          | Militar                                          | Militar          |
| | 15 (1–2)                                                                                            | | General Kriangsak Chomanan (1917–2003)                                                              | 40                                                                                                  | 11 de novembro de 1977  | 12 de maio de 1979      | 2 anos e 113 dias  | 1 de dezembro de 1977   |                  | Militar                                          |                  |
| 41                                                                                                  | 15 (1–2)                                                                                            | 12 de maio de 1979                                                                                  | General Kriangsak Chomanan (1917–2003)                                                              | 3 de março de 1980                                                                                  | 7 de junho de 1979      |                         | 2 anos e 113 dias  |                         |                  | Militar                                          |                  |
| | 16 (1–3)                                                                                            | | General Prem Tinsulanonda (1920–2019)                                                               | 42                                                                                                  | 3 de março de 1980      | 30 de abril de 1983     | 8 anos e 154 dias  | 28 de março de 1980     |                  | Militar                                          |                  |
| 43                                                                                                  | 16 (1–3)                                                                                            | 30 de abril de 1983                                                                                 | General Prem Tinsulanonda (1920–2019)                                                               | 5 de agosto de 1986                                                                                 | 20 de maio de 1983      |                         | 8 anos e 154 dias  |                         |                  | Militar                                          |                  |
| 44                                                                                                  | 16 (1–3)                                                                                            | 5 de agosto de 1986                                                                                 | General Prem Tinsulanonda (1920–2019)                                                               | 4 de agosto de 1988                                                                                 | 27 de agosto de 1986    |                         | 8 anos e 154 dias  |                         |                  | Militar                                          |                  |
| | 17 (1–2)                                                                                            | | General Chatichai Choonhavan (1922–1998)                                                            | 45                                                                                                  | 4 de agosto de 1988     | 9 de dezembro de 1990   | 2 anos e 204 dias  | 25 de agosto de 1988    |                  | Partido Nacional Tailandês                       |                  |
| 46                                                                                                  | 17 (1–2)                                                                                            | 9 de dezembro de 1990                                                                               | General Chatichai Choonhavan (1922–1998)                                                            | 23 de fevereiro de 1991                                                                             | 9 de janeiro de 1991    |                         | 2 anos e 204 dias  |                         |                  | Partido Nacional Tailandês                       |                  |
| Conselho Nacional de Manutenção da Paz (Líder: General Sunthorn Kongsompong)                        | Conselho Nacional de Manutenção da Paz (Líder: General Sunthorn Kongsompong)                        | Conselho Nacional de Manutenção da Paz (Líder: General Sunthorn Kongsompong)                        | Conselho Nacional de Manutenção da Paz (Líder: General Sunthorn Kongsompong)                        | Conselho Nacional de Manutenção da Paz (Líder: General Sunthorn Kongsompong)                        | 24 de fevereiro de 1991 | 2 de março de 1991      | 6 dias             | Militar                 | Militar          | Militar                                          | Militar          |
| | 18 (1)                                                                                              | | Anand Panyarachun (1932–)                                                                           | 47                                                                                                  | 2 de março de 1991      | 7 de abril de 1992      | 1 ano e 36 dias    | 4 de abril de 1991      |                  | Independente                                     |                  |
| | 19                                                                                                  | | General Suchinda Kraprayoon (1933–)                                                                 | 48                                                                                                  | 7 de abril de 1992      | 10 de junho de 1992     | 47 dias            | 6 de maio de 1992       |                  | Militar                                          |                  |
| | —                                                                                                   | | Meechai Ruchuphan (1938–)                                                                           | —                                                                                                   | 24 de maio de 1992      | 10 de junho de 1992     | 17 dias            | Sem declaração formal   |                  | Independente                                     |                  |
| | (18) (2)                                                                                            | | Anand Panyarachun (1932–)                                                                           | 49                                                                                                  | 10 de junho de 1992     | 23 de setembro de 1992  | 105 dias           | 22 de junho de 1992     |                  | Independente                                     |                  |
| | 20 (1)                                                                                              | | Chuan Leekpai (1938–)                                                                               | 50                                                                                                  | 23 de setembro de 1992  | 13 de junho de 1995     | 2 anos e 293 dias  | 21 de outubro de 1992   |                  | Democrata                                        |                  |
| | 21                                                                                                  | | Banharn Silpa-archa (1932–2016)                                                                     | 51                                                                                                  | 13 de julho de 1995     | 25 de novembro de 1996  | 1 ano e 135 dias   | 26 de julho de 1995     |                  | Partido Nacional Tailandês                       |                  |
| | 22                                                                                                  | | General Chavalit Yongchaiyudh (1932–)                                                               | 52                                                                                                  | 25 de novembro de 1996  | 9 de novembro de 1997   | 349 dias           | 11 de dezembro de 1996  |                  | Nova Aspiração                                   |                  |
| | (20) (2)                                                                                            | | Chuan Leekpai (1938–)                                                                               | 53                                                                                                  | 9 de novembro de 1997   | 9 de fevereiro de 2001  | 3 anos e 92 dias   | 20 de novembro de 1997  |                  | Democrata                                        |                  |
| | 23 (1–2)                                                                                            | | Thaksin Shinawatra (1949–)                                                                          | 54                                                                                                  | 9 de fevereiro de 2001  | 9 de março de 2005      | 5 anos e 55 dias   | 26 de fevereiro de 2001 |                  | Thai Rak Thai                                    |                  |
| 55                                                                                                  | 23 (1–2)                                                                                            | 9 de março de 2005                                                                                  | Thaksin Shinawatra (1949–)                                                                          | 5 de abril de 2006                                                                                  | 23 de março de 2005     |                         | 5 anos e 55 dias   |                         |                  | Thai Rak Thai                                    |                  |
| | —                                                                                                   | | Chitchai Wannasathit (1949–)                                                                        | —                                                                                                   | 5 de abril de 2006      | 23 de maio de 2006      | 48 dias            | Sem declaração formal   |                  | Thai Rak Thai                                    |                  |
| | (23) (3)                                                                                            | | Thaksin Shinawatra (1949–)                                                                          | —                                                                                                   | 23 de maio de 2006      | 19 de setembro de 2006  | 119 dias           | Sem declaração formal   |                  | Thai Rak Thai                                    |                  |
| Conselho para a Segurança Nacional (Líder: General Sonthi Boonyaratglin; Marechal Chalit Pukbhasuk) | Conselho para a Segurança Nacional (Líder: General Sonthi Boonyaratglin; Marechal Chalit Pukbhasuk) | Conselho para a Segurança Nacional (Líder: General Sonthi Boonyaratglin; Marechal Chalit Pukbhasuk) | Conselho para a Segurança Nacional (Líder: General Sonthi Boonyaratglin; Marechal Chalit Pukbhasuk) | Conselho para a Segurança Nacional (Líder: General Sonthi Boonyaratglin; Marechal Chalit Pukbhasuk) | 19 de setembro de 2006  | 1 de outubro de 2006    | 12 dias            | Militar                 | Militar          | Militar                                          | Militar          |
| | 24                                                                                                  | | General Surayud Chulanont (1943–)                                                                   | 56                                                                                                  | 1 de outubro de 2006    | 29 de janeiro de 2008   | 1 ano e 120 dias   | 3 de novembro de 2006   |                  | Independente                                     |                  |
| | 25                                                                                                  | | Samak Sundaravej (1935–2009)                                                                        | 57                                                                                                  | 29 de janeiro de 2008   | 8 de setembro de 2008   | 224 dias           | 18 de fevereiro de 2008 |                  | Poder Popular                                    |                  |
| | 26                                                                                                  | | Somchai Wongsawat (1947–)                                                                           | 58                                                                                                  | 18 de setembro de 2008  | 2 de dezembro de 2008   | 84 dias            | 7 de outubro de 2008    |                  | Poder Popular                                    |                  |
| | —                                                                                                   | | Chaovarat Chanweerakul (1936–)                                                                      | 58                                                                                                  | 2 de dezembro de 2008   | 15 de dezembro de 2008  | 15 dias            | Sem declaração formal   |                  | Independente                                     |                  |
| | 27                                                                                                  | | Abhisit Vejjajiva (1964–)                                                                           | 59                                                                                                  | 17 de dezembro de 2008  | 5 de agosto de 2011     | 2 anos e 231 dias  | 30 de dezembro de 2008  |                  | Democrata                                        |                  |
| | 28                                                                                                  | | Yingluck Shinawatra (1967–)                                                                         | 60                                                                                                  | 5 de agosto de 2011     | 7 de maio de 2014       | 2 anos e 275 dias  | 23 de agosto de 2011    |                  | Pheu Thai                                        |                  |
| | —                                                                                                   | | Niwatthamrong Boonsongpaisan (1948–)                                                                | 60                                                                                                  | 7 de maio de 2014       | 22 de maio de 2014      | 15 dias            | Sem declaração formal   |                  | Pheu Thai                                        |                  |
| Conselho Nacional para a Paz e a Ordem (Líder: General Prayut Chan-o-cha)                           | Conselho Nacional para a Paz e a Ordem (Líder: General Prayut Chan-o-cha)                           | Conselho Nacional para a Paz e a Ordem (Líder: General Prayut Chan-o-cha)                           | Conselho Nacional para a Paz e a Ordem (Líder: General Prayut Chan-o-cha)                           | Conselho Nacional para a Paz e a Ordem (Líder: General Prayut Chan-o-cha)                           | 22 de maio de 2014      | 24 de agosto de 2014    | 94 dias            | Militar                 | Militar          | Militar                                          | Militar          |
| | 29                                                                                                  | | General Prayut Chan-o-cha (1954–)                                                                   | 61                                                                                                  | 24 de agosto de 2014    | 22 de agosto de 2023    | 3285               | 12 de setembro de 2014  |                  | Militar                                          |                  |
| | 30                                                                                                  | | Srettha Thavisin (1962–)                                                                            | 61                                                                                                  | 22 de agosto de 2023    | 14 de agosto de 2024    | 358 dias           | 23 de agosto de 2023    |                  | Pheu Thai                                        |                  |
| —                                                                                                   | | Phumtham Wechayachai (1953-) Primeiro-ministro interino                                             | 61                                                                                                  | 14 de agosto de 2024                                                                                | 16 de agosto de 2024    | 2 dias                  | —                  |                         |                  | Pheu Thai                                        |                  |
| 31                                                                                                  | | Paetongtarn Shinawatra (1986-)                                                                      | 61                                                                                                  | 16 de agosto de 2024                                                                                | 1 de julho de 2025      | 10 meses e 15 dias      | —                  |                         |                  | Pheu Thai                                        |                  |
| | —                                                                                                   | | Suriya Jungrungreangkit (1954-) Primeiro-ministro interino                                          | 61                                                                                                  | 1 de julho de 2025      | 3 de julho de 2025      | 2 dias             |                         |                  | Pheu Thai                                        |                  |
| | —                                                                                                   | | Phumtham Wechayachai (1953-) Primeiro-ministro interino                                             | 61                                                                                                  | 3 de julho de 2025      | presente                |                    |                         |                  | Pheu Thai                                        |                  |